# Étoile Sportive de Porto-Novo
O Étoile Sportive de Porto-Novo foi um clube de futebol do Benim.

## História
O clube foi fundado antes da independência do Benim, em Porto Novo, e foi uma das equipes que fundaram a liga nacional, junto com clubes como FAD Cotonou e AS Porto-Novo, no ano de 1969.
Em 1974, o Zolémé conseguiu os títulos da copa e da liga, o último classificando a equipe para a Copa Africana dos Campeões. Entretanto, no ano seguinte, o clube acabou por perder as duas partidas contra o adversário Silures Bobo-Dioulasso, do Burkina Faso (na época chamado Alto Volta). Os torcedores locais colocaram a culpa da derrota da equipe em atividades ocultistas de seu arqui-rival, o Asso-Kotato. O governo do Benim aproveitou a oportunidade para iniciar uma reorganização no esporte a nível nacional.
O último registro do clube em um campeonato no país foi em 2004, pela segunda divisão nacional, na Ligue Régionale de l'Ouémé/Plateau (liga que classificava para a fase nacional da divisão).[carece de fontes?] O clube atualmente se encontra extinto.

## Títulos
- Ligue 1: 1974
- Coupe de l'Indépendance: 1974
- Championnat du Dahomey Française de Football: 1949, 1951 e 1953

## Retrospecto em competições continentais
Jogos em casa em negrito.
| Temporada | Competição                 | Fase    | Oponente | Resultados |
| --------- | -------------------------- | ------- | -------- | ---------- |
| 1975      | Copa Africana dos Campeões | 1ª fase | Silures  | 0–2, 2–3   |